# NGC 5631
NGC 5631 je lećasta galaktika u zviježđu Velikom medvjedu. 

## Vanjske poveznice
- (engl.) SEDS: NGC 5631
- (engl.) Hartmut Frommert: Revidirani Novi opći katalog
- (engl.) Izvangalaktička baza podataka NASA-e i IPAC-a
- (engl.) Astronomska baza podataka SIMBAD
- (engl.) VizieR
- DSS-ova slika NGC 5631  Arhivirana inačica izvorne stranice od 25. ožujka 2016. (Wayback Machine)
- (engl.) Auke Slotegraaf: NGC 5631 Deep Sky Observer's Companion
- (engl.) Courtney Seligman: Objekti Novog općeg kataloga: NGC 5600 - 5649